# Kempens schaap

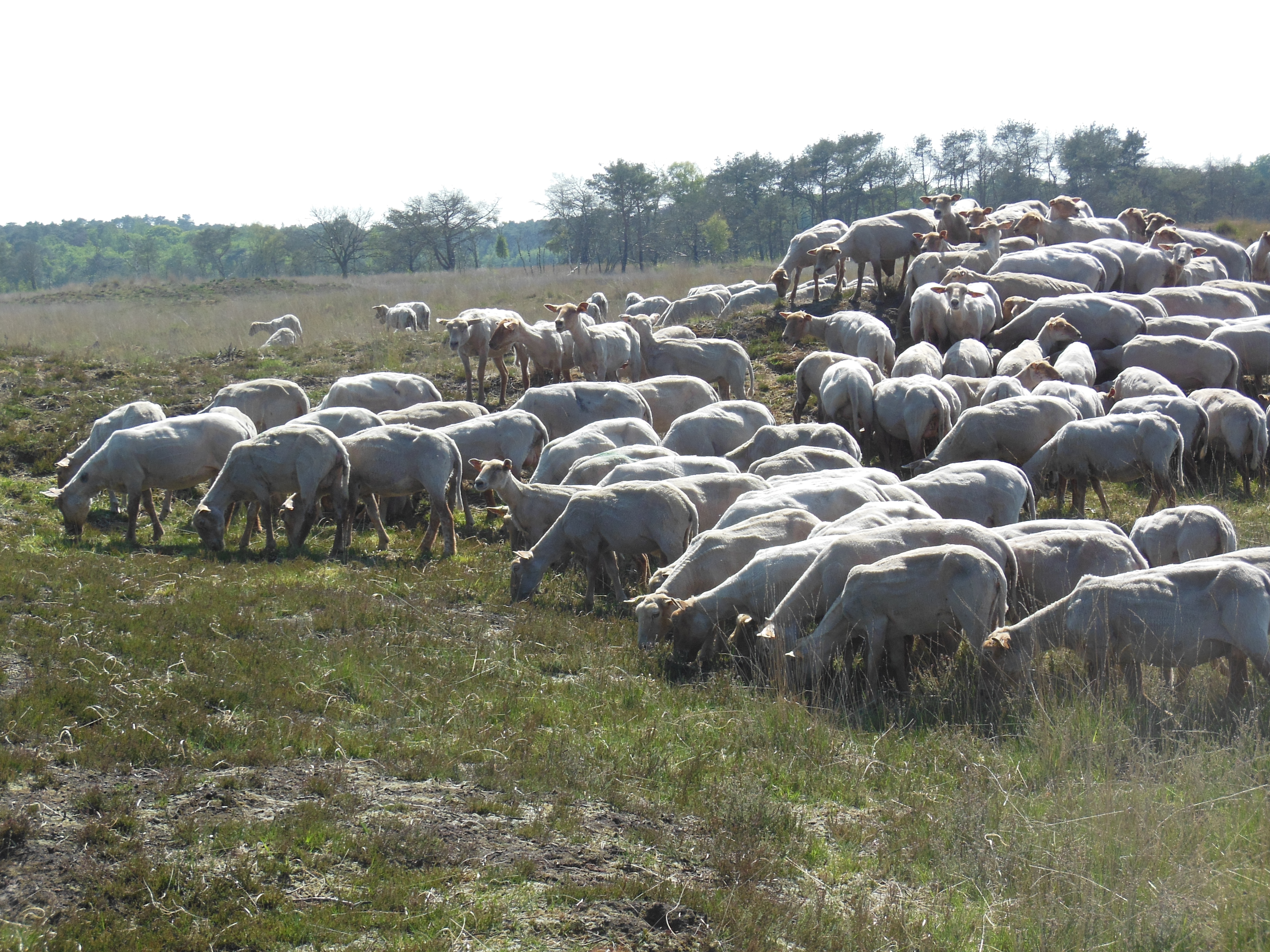
Kempens schaap op de Kalmthoutse Heide

Het Kempens schaap of Kempisch heideschaap werd reeds rond 1800 als een afzonderlijk ras bestempeld.
In het begin van de 20e eeuw kwamen er nog  tienduizenden voor over de gehele Belgische en Nederlandse Kempen.
Voor de opkomst van de kunstmest waren deze schapen een levensnoodzakelijk onderdeel van het leven in de Kempen. Zij zorgden voor de mest die de akkers vruchtbaar moest maken.
De lammeren van de Kempense schapen gingen destijds, in het tweede jaar, via kooplui naar de Belgische polders rond de Schelde om daar vetgemest te worden.
Begin 19e eeuw werden door Napoleon en later door Willem I van Nederland, Spaanse merino's naar de Kempen gehaald om de wol van het lokale ras te verbeteren. Dit verklaart meteen waarom de wol van het Kempense schaap beter is dan deze van de andere heideschapen die verder in Nederland voorkomen.
Met het herbebossen en het in cultuur brengen van deze arme zandgronden begin van de 20e eeuw, liep het aantal Kempense heideschapen drastisch terug.
Dankzij het Steunpunt Levend Erfgoed vzw is er nu een stamboekwerking voor het Kempens schaap en is dit ras van de ondergang gered.